# بلدة باراغا (ميشيغان)
باراغا (بالإنجليزية: Baraga Township, Michigan)‏ هي بلدة تقع بولاية ميشيغان في الولايات المتحدة. تبلغ مساحتها 484.8 (كم²)، وترتفع عن سطح البحر 263 م، بلغ عدد سكانها 3815 نسمة في عام تعداد الولايات المتحدة 2010 حسب إحصاء مكتب تعداد الولايات المتحدة وتصل الكثافة السكانية فيها 8 نسمة/كم2.

## وصلات خارجية
- www.baragatownship.org
- The US50 - Cities and Towns in Michigan State
- Michigan Cities and Towns, Facts, Map, Flag, Colleges, Government, and More